# Фуникулёр санатория имени Орджоникидзе
Фуникулёр соединял основную часть санатория имени Орджоникидзе в городе Сочи и его пляж, частично проходит по территории санатория «Правда».
В 2010 году санаторий был закрыт и эксплуатация фуникулёра была прекращена. По состоянию на 2024 год линия фуникулёра находится в заброшенном состоянии.

## Описание

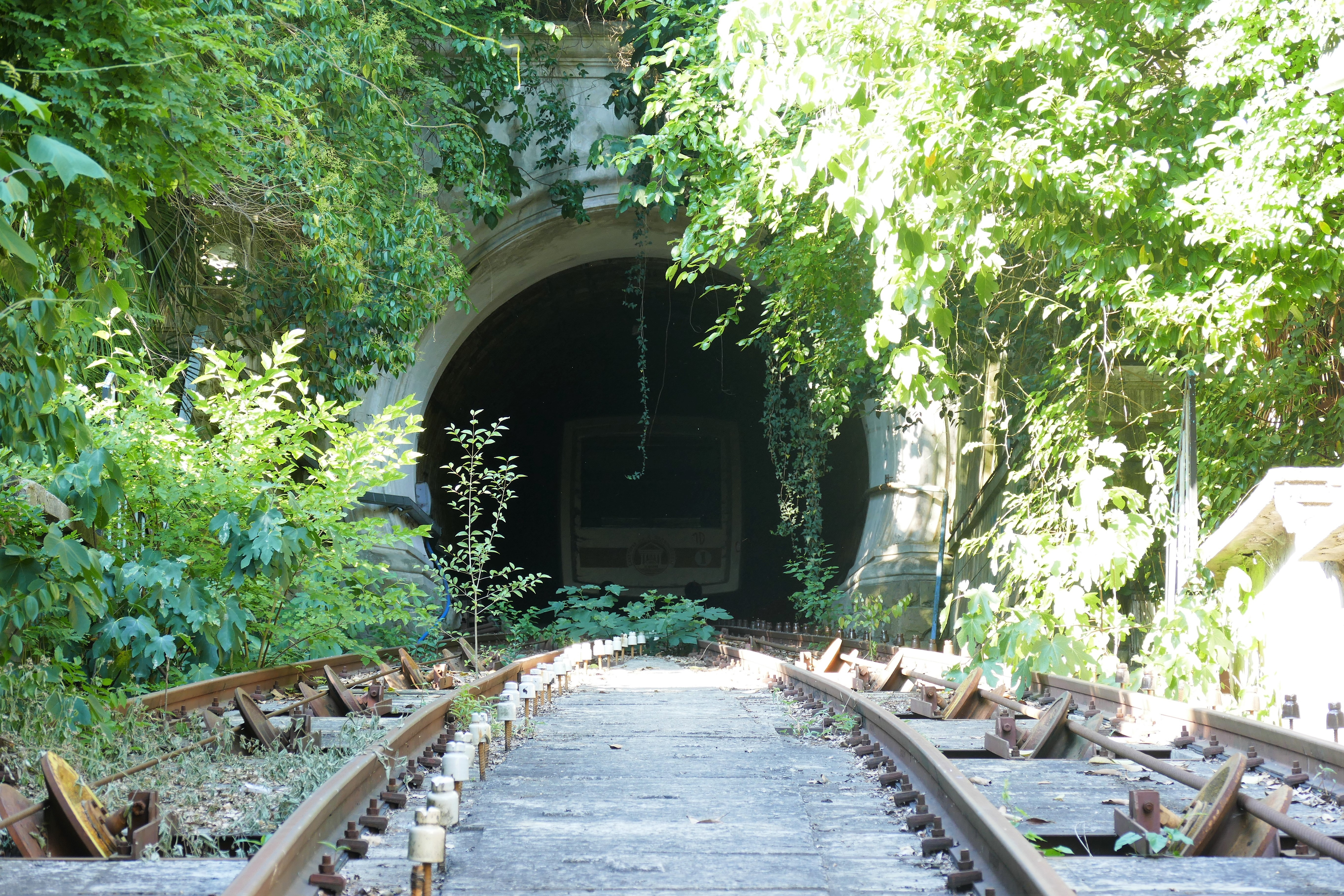
Вагон фуникулёра вгд-1 № 1 в тоннеле

Линия была сооружена в 1952 году по проекту харьковского института «Южгипрошахт», архитектор И. Фук. Длина линии — 353 м, перепад высот — 72,5 м. Ширина колеи — 1250 мм — такая же, как и у фуникулёра Центрального военного санатория, в течение некоторого времени на них использовался одинаковый подвижной состав. Линия однопутная с разъездом посередине, на разъезде устроена промежуточная остановка,
использовались два вагона. Особенностью данной линии является 126-метровый тоннель, который проходит под Курортным проспектом и продолжается от разъезда до верхней станции. На разъезде построена промежуточная пассажирская станция с двумя боковыми платформами. Нижняя станция и пляж также разделены железной дорогой, но здесь построен крупный вестибюль, включающий в себя подземный переход под путями.